# Port d'Urets
Le port d'Urets est un col pédestre de la chaîne pyrénéenne entre 2 512 et 2 533 m d'altitude à la frontière entre la France (département de l'Ariège, Occitanie) au nord et l'Espagne (val d'Aran, Catalogne) au sud.

## Toponymie
Le qualificatif de « port » (de l'occitan pòrt provenant du latin portus) désigne dans les Pyrénées un col.

## Géographie
Situé entre 2 512 et 2 533 m d'altitude, le col permet de joindre uniquement par voie pédestre la vallée du Lez (commune de Sentein) au nord et la vallée de la Noguera Pallaresa (commune de Naut Aran) au sud dont le premier village par le vallon du Riu Unyola est Bagergue. Le lac de Montoliu (10,91 ha) d'origine glaciaire est à proximité du col, sur le versant espagnol en contrebas du pic de Maubermé.

## Histoire
Ce col était fréquenté avant l'avènement de l'automobile, permettant aux éleveurs, aux colporteurs, aux contrebandiers et lors de conflits de passer d'un versant à l'autre des Pyrénées centrales. En vertu des accords de lies et passeries entre les communautés montagnardes des deux versants, étaient exercées la jouissance indivise des pâturages d'altitude et une liberté de commercer. Le val d'Aran, sur le bassin versant de la Garonne qui y prend sa source, barré vers l'Espagne par la Maladeta notamment en hiver (le premier tunnel de Vielha n'est ouvert qu'en 1948), était enclin naturellement à se fournir avec la France pour de très nombreuses marchandises. Le partage de la langue occitane facilitait encore ces échanges. Les importations d'Espagne étaient elles réduites au sel, à la laine de mouton, etc.

## Activités

### Protection environnementale
Depuis 2003, le port d'Urets est au cœur d'un site Natura 2000 intitulé « Vallée de l'Isard, mail de Bulard, pics de Maubermé, de Serre-Haute et du Crabère ». S'il est fréquenté d'une manière certaine par l'ours, d'autres espèces particulièrement rares ou endémiques des Pyrénées se trouvent dans le périmètre défini, comme l'aigle royal, le gypaète barbu, le desman des Pyrénées et le lézard pyrénéen du val d'Aran (Iberolacerta aranica). Endémique de ce secteur des Pyrénées centrales, ce dernier est considéré en danger (EN) sur la liste rouge de l'Union internationale pour la conservation de la nature.

### Randonnée

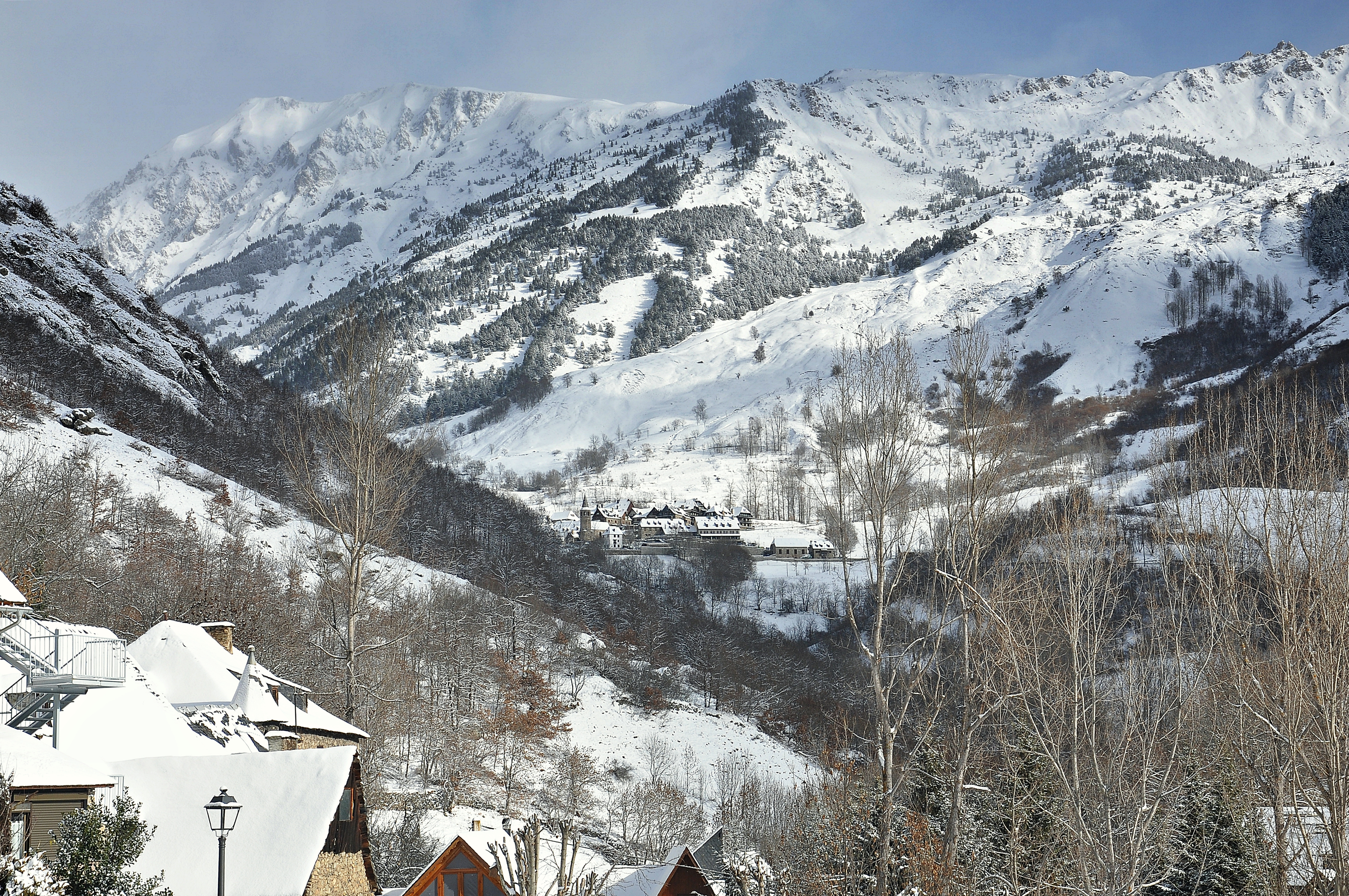
Le village de Bagergue, ancienne commune du Val d'Aran.

Le port d'Urets est concerné par de nombreuses randonnées et itinéraires notamment pour le pic de Maubermé (2 880 m). Sur le versant français, le GRT52 relie Eylie au port.
Construite en 2009, la petite cabane du port d'Urets est au col, côté français .